# Rotbrust-Waldsänger
Der Rotbrust-Waldsänger (Myioborus pictus) ist ein kleiner Singvogel aus der Gattung Myioborus in der Familie der Waldsänger (Parulidae). Er ist die größte Art in der Gattung Myioborus. Das Verbreitungsgebiet erstreckt sich vom südwestlichen Nordamerika bis nach Nicaragua. Die IUCN listet sie als „nicht gefährdet“ (least Concern).

## Merkmale
Rotbrust-Waldsänger erreichen eine Körperlänge von 15 Zentimetern und wiegen 5,9 bis 9,6 Gramm. Die Flügellänge beträgt beim Männchen 6,6 bis 7,5 Zentimeter, beim Weibchen 6,6 bis 7,1 Zentimeter. Adulte Rotbrust-Waldsänger der Nominatform haben ein glänzendes schwarzes Kopf-, Oberseiten-, Kehl-, Flanken- und oberes Brustgefieder. Das untere Brustgefieder und die Bauchpartie sind karminrot. Die schwarzen Flügel haben schmale graue Federränder und breite weiße Flügelbinden. Unter dem Auge verläuft ein halbmondförmiger weißer Strich. Die schwarzen Unterschwanzdecken mit den breiten, weißen Spitzen wirken wie ein quergebändertes Gitter. Die äußeren Schwanzfedern sind weiß, das restliche Schwanzgefieder ist schwarz und der Schnabel und die Beine schwärzlich. 
Die Unterart Myioborus p. guatemalae weicht nur geringfügig von der Nominatform ab.

## Vorkommen, Ernährung und Fortpflanzung
Rotbrust-Waldsänger bewohnen Kiefer-Eichen-Wälder und speziell in Schluchten Pinyon-Kiefer-Wälder zusammen mit Wacholder meist in Höhen von 2000 bis 3000 Metern. Im Winter schließen sich Einzeltiere oder auch kleine Gruppen bei der Futtersuche Schwärmen, vor allem bestehend aus den Vogelarten Townsend-Waldsänger (Dendroica townsendi) und Einsiedel-Waldsänger (Dendroica occidentalis), an. Dabei sind sie vor allem unterhalb 2000 anzutreffen. Sie ernähren sich überwiegend von Insekten und weiteren Wirbellosen. 
Ihr flaches, schalenförmiges Nest legen sie gewöhnlich gut versteckt unter Steinen oder Baumwurzeln an. Nur die Weibchen beteiligen sich am Nestbau. Als Nistmaterial verwenden sie neben Rinde auch Grashalme, Blätter, Pflanzenfaser und Tierhaare. Ein Gelege besteht aus drei bis sieben Eier; gewöhnlich sind vier Eier die Regel. Die Brutzeit fängt im April an und dauert bis Juni. Ausgebrütet werden die Eier in dreizehn bis vierzehn Tagen. Flügge werden die Jungvögel nach neun bis dreizehn Tagen.

## Unterarten und Verbreitung
Es gibt zwei anerkannte Unterarten:
- Myioborus p. pictus (Swainson, 1829) - Kommt vom südlichen Arizona und südwestlichen New Mexico bis nach Oaxaca und Veracruz in Mexiko vor. Die nördlichen Brutpaare ziehen über den Winter in die südlichen Verbreitungsgebiete.
- Myioborus p. guatemalae (Sharpe, 1885) - Verbreitet von Chiapas in Mexiko bis in den Norden von Nicaragua.